# Zeilwagen van Simon Stevin

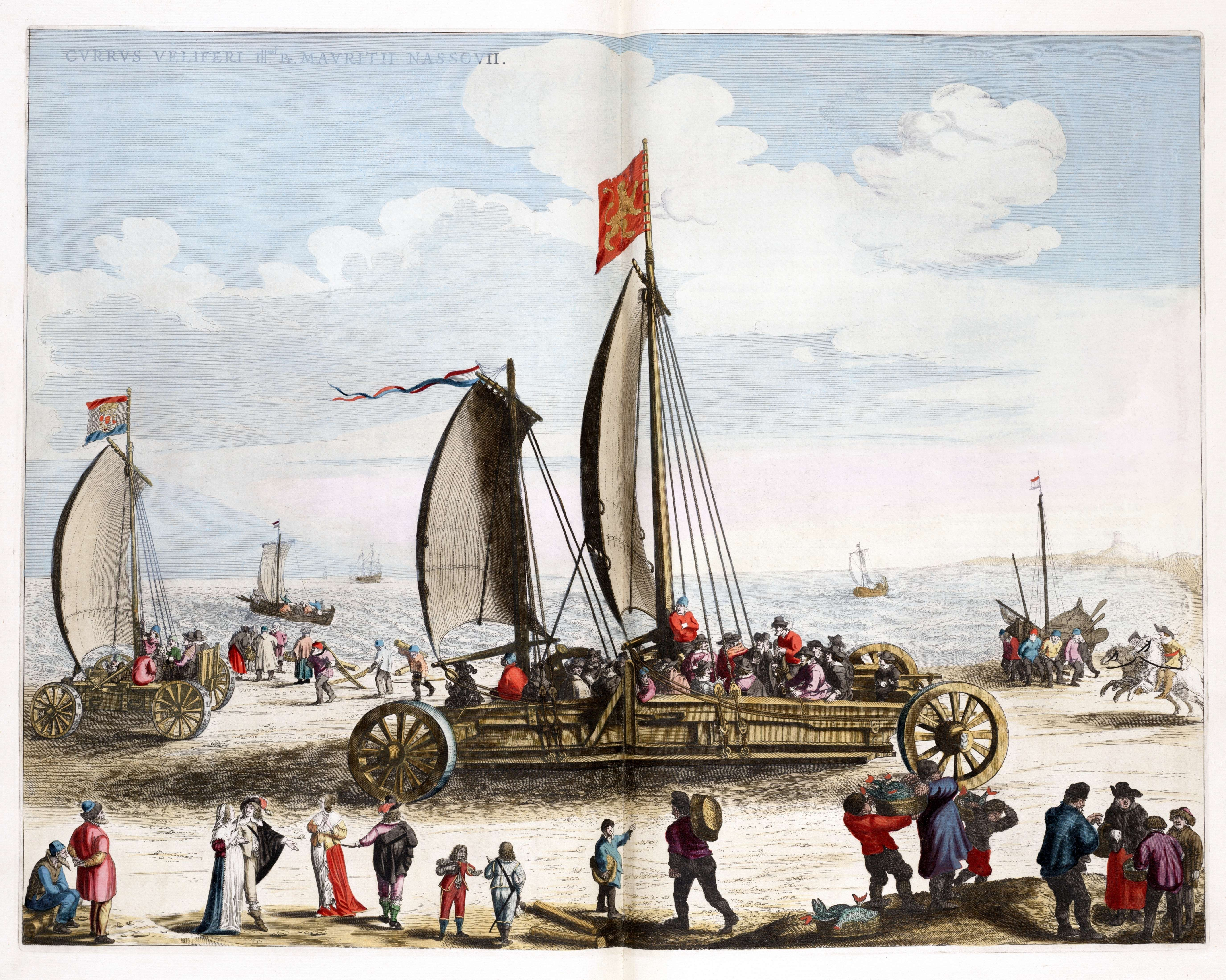
De grote zeilwagen en het kleinere prototype (links), ontworpen door Simon Stevin, op het strand van Scheveningen.

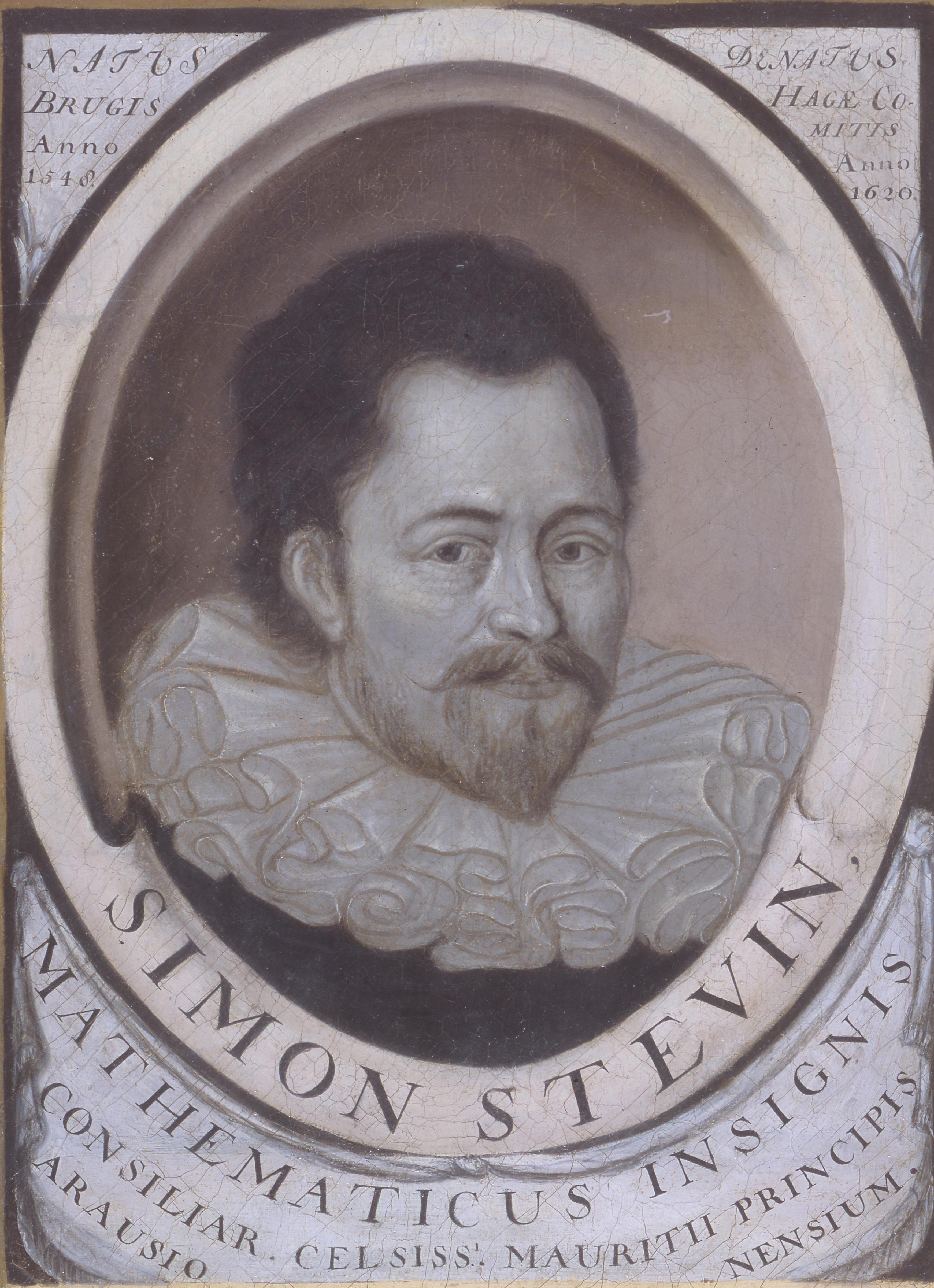
Simon Stevin (1548-1620).

De zeilwagen van Simon Stevin is een door de beroemde wiskundige, natuurkundige en waterbouwkundige Simon Stevin (1548-1620) gebouwde zeilwagen. Dit is een voertuig op wielen, enkel aangedreven door de wind in een zeil.

## Geschiedenis
De eerste zeilwagens bestonden al vanaf 2000 v.Chr. onder de Egyptische farao Amenemhat III. Ook de Chinezen, wier winderige vlaktes in het noorden gunstige omstandigheden boden, bouwden in de 6e eeuw al zeilwagens. De uitvinding zou zijn gedaan door de filosoof Kao-ts'ang, volgens de eerste vermelding in het boek van de Meester van de Gouden Hal die wordt toegeschreven aan de geleerde-keizer Liang (regerend 552-554 n.Chr.). Volgens de beschrijving kon de zeilwagen 30 personen vervoeren en vele honderden kilometers per dag afleggen.

## Zeilwagen voor Maurits van Nassau
De beroemde wiskundige, natuurkundige en waterbouwkundige Simon Stevin (1548-1620) bouwde voor Maurits van Nassau (1567-1625) als eerste in Europa in 1601-1602 een zeilwagen. Hij was geïnspireerd door rapporten uit de 16e eeuw over de zeilwagens in China.
Eerst werd een proefmodel met vier wielen en een zeil gebouwd, en daarna een groter model met twee zeilen voor het vervoer van een groot gezelschap (zie afbeelding). Maurits wilde de zeilwagen gebruiken om zijn gasten te vermaken. De eerste rit werd gemaakt in februari 1602. Hierbij waren 27 binnenlandse en buitenlandse diplomaten aanwezig. Onder de genodigden waren de Franse gezant Paul Choart de Buzanval, de Spaanse admiraal Francesco de Mendoza (anderhalf jaar eerder krijgsgevangen gemaakt in de slag bij Nieuwpoort) en de grote belofte Hugo de Groot, toen nog een jongen van achttien, die hier in 1603 in gedichten verslag van deed. Er verscheen toen ook een in Leiden gedrukte prent van het tafereel.
In minder dan twee uur reed men over het strand van Scheveningen naar Petten, een afstand van circa 90 kilometer, met een voor die tijd ongekend hoge gemiddelde snelheid van circa 40 km/h. Het strand was toen nog niet onderbroken door de havenmond van IJmuiden, zodat er gewoon doorgereden kon worden.
De zeilwagen werd nog twee eeuwen gebruikt voor het vermaak van gasten, maar aan het begin van de 19e eeuw was de staat van onderhoud dermate slecht geworden dat de zeilwagen en het prototype werden verkocht.

## Replica uit 2018
Ruim vierhonderd jaar na Simon Stevin werd ter gelegenheid van de viering van 200 jaar badplaats Scheveningen een replica gebouwd. Zeven leerlingen van de timmeropleiding van het Regionaal opleidingencentrum (ROC) Mondriaan bouwden onder begeleiding van docenten en vrijwilligers van het museum Muzee Scheveningen aan een replica van de zeilwagen uit 1602. Er waren geen bouwtekeningen bewaard gebleven, een recenter schaalmodel werd als basis voor de zeilwagen gebruikt. Voorts diende de prent uit 1603 als inspiratiebron.
Het resultaat is een zeilwagen van 3.000 kilo, met een lengte van 7 meter, breedte van 3,25 meter, een hoogte van 7 meter en met twee zeilen, die gereed was in mei 2018. De zeilwagen werd op 12 mei 2018 op het strand van Scheveningen gepresenteerd aan het publiek. Een eerste poging tot een proefrit werd gedaan op 21 december 2018, doch de zeilen bleken te dicht op elkaar te staan om de wagen, ook bij windkracht 6, van zijn plaats te krijgen. Dat ging in 1602 blijkbaar beter.